# Antoni Komuda

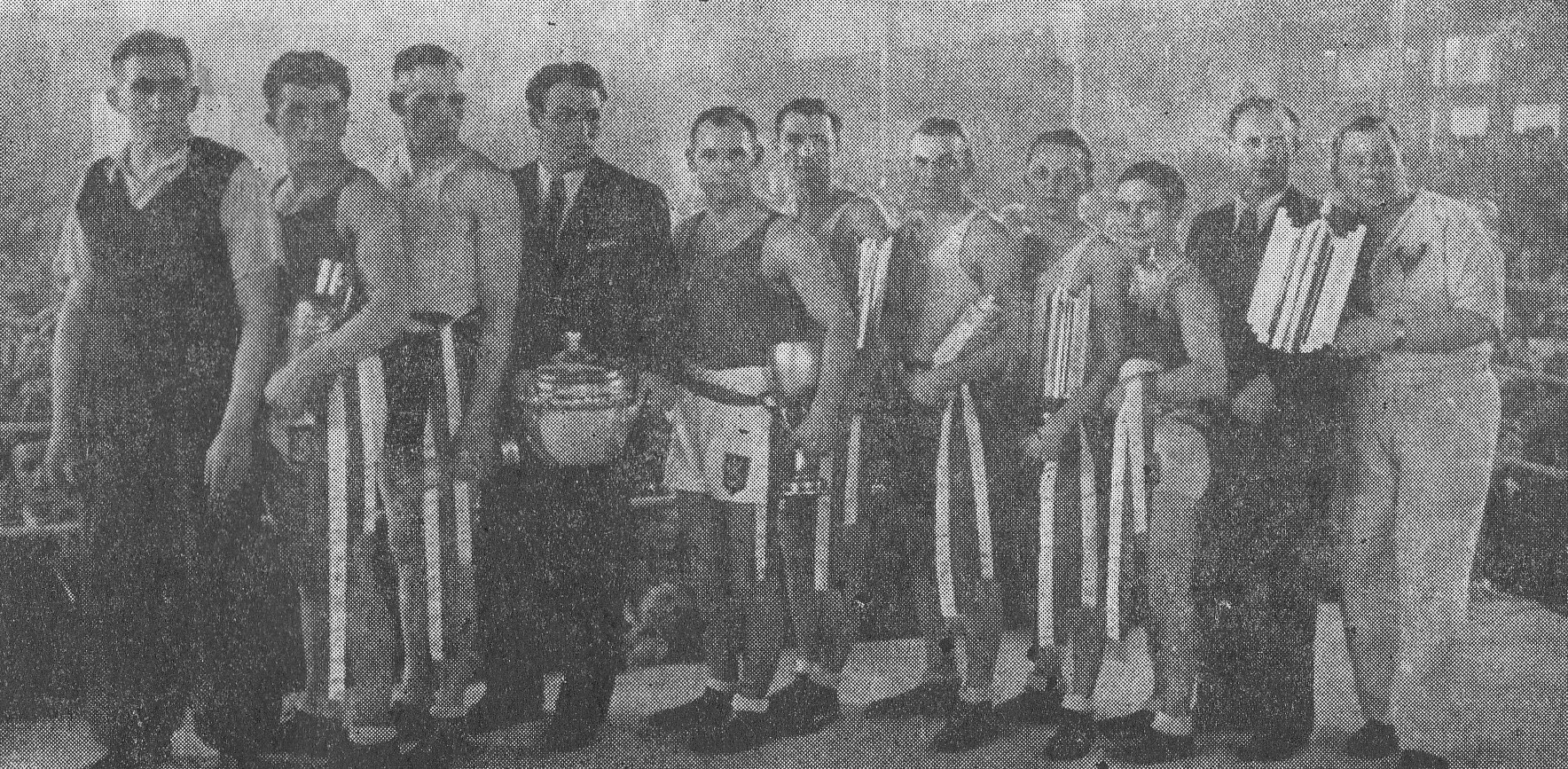
Zwycięzcy Mistrzostw Polski w Boksie w 1946 roku, trzeci z prawej Antoni Komuda

Antoni Komuda (ur. 30 października 1921 w Warszawie, zm. 11 lipca 1989 tamże) – polski bokser, reprezentant Polski.

## Życiorys
Karierę pięściarską rozpoczynał w 1936 roku, w klubie Polonia Warszawa. Wybuch II wojny światowej spowodował jego zahamowanie rozwoju sportowego. Po zakończeniu działań wojennych był zawodnikiem WMKS Katowice, a następnie wrócił do rodzinnej Warszawy, walcząc w barwach Grochowa Warszawa i Gwardii Warszawa. Startując w mistrzostwach Polski, wywalczył dwukrotnie mistrzostwo w 1946 w wadze piórkowej i 1951 roku, w kategorii lekkopółśredniej. Z Gwardią Warszawa zdobył drużynowe mistrzostwo Polski w sezonie 1949/50. W roku 1945 wystąpił w jednym spotkaniu reprezentacji Polski, przegrywając walkę w wadze lekkiej. Walcząc w ringu stoczył 307 walk, z czego 247 wygrał, 18 zremisował i 42 przegrał. 
Po zakończeniu kariery został trenerem młodzieży w Gwardii Warszawa.
Pochowany na cmentarzu Bródnowskim w Warszawie (Sektor 16 G, rząd 4, grób 3).